# Comuna Berezîci, Liubeșiv
Berezîci (în ucraineană Березичі) este o comună în raionul Liubeșiv, regiunea Volînia, Ucraina, formată din satele Berezîci (reședința), Novi Berezîci și Vil.

## Demografie
Componența lingvistică a satului Berezîci
     Ucraineană (99,6%)
     Alte limbi (0,4%)
Conform recensământului din 2001, majoritatea populației satului Berezîci era vorbitoare de ucraineană (99,6%), existând în minoritate și vorbitori de alte limbi.